# Дени Мекбрајд
Денијел Ричард Мекбрајд (енгл. Daniel Richard McBride; рођен у Стејтсбороу, Џорџија, 29. децембра 1976), амерички је филмски и ТВ глумац, комичар, сценариста и продуцент.
Аутор је (заједно са својим пријатељем Џодијем Хилом) популарних ТВ емисија Eastbound & Down (2009-2013) и Заменици директора (2016-2017). Учествовао је као глумац и ко-сценариста у неколико познатих филмских комедија и блокбастера: The Foot Fist Way (2008), Ананас експрес (2008), Тропска олуја (2008), У ваздуху (2009), Ваша висости (2011), Апокалипса у Холивуду (2013), Забава виршли (2016), Осми путник: Ковенант (2017), поред многих.